# Groupe Sud Ouest
Pour les articles homonymes, voir GSO.
Le Groupe Sud Ouest (GSO) est l'un des principaux éditeurs de presse quotidienne régionale en France. Basé à Bordeaux (Gironde), il publie des titres dans toute la partie sud-ouest de la France, de la Charente-Maritime jusqu'à la frontière espagnole. Le fer de lance du groupe est le quotidien Sud Ouest (343 292 exemplaires, tirage en 2010 selon l'OJD).

## Structure
En juin 2006, le président du directoire, Pierre Jeantet (également PDG de la Sapeso, Société anonyme de presse et d'éditions du Sud Ouest, qui édite le quotidien Sud Ouest) a quitté GSO pour devenir directeur général du groupe La Vie-Le Monde. Il est remplacé par Olivier Faguer, jusqu'alors directeur général, et par Jean-Claude Bonnaud, directeur de la publication de Charente libre.
Le capital est détenu à 80 % par la famille Lemoîne et alliés via la Société civile bordelaise de gestion (Socibog). Le reste se répartit entre la Société des journalistes (10 %) et la Société des personnels (10 %) du groupe. Le conseil de surveillance de GSO est présidé par Jean de Szolnok.
En 2008, le Groupe Sud Ouest rachète Les Journaux du Midi au La Vie-Le Monde qui l'avait racheté au groupe Sud Communication en 2005, renforçant ainsi les synergies et développe le groupe dans tous les domaines de la communication en Languedoc-Roussillon et en Aveyron, multipliant les activités dans le domaine de la presse écrite, de l'audiovisuel, de l'Internet, de l'édition et des voyages.
Le 16 janvier 2012, Olivier Gerolami est nommé président du directoire de GSO en place de Pierre Jeantet.
En 2012, Olivier Gerolami évalue un déficit structurel de plus de trois millions d'euros dès 2013, ce en dépit des quatre millions d'euros de subventions dont le groupe bénéficie.
En juin 2015, le groupe La Dépêche annonce l'officialisation de l'acquisition du pôle Les Journaux du Midi, au groupe Sud Ouest, pour un montant de 15 millions d'euros,.
En avril 2022, Nicolas Sterckx est nommé DG du groupe,.
Mi-juillet 2025, Nicolas Sterckx est licencié puis révoqué de son mandat à la fin du mois. Olivier Cotinat, président du conseil d'administration assure la direction générale en attendant une nouvelle nomination.

## Principales activités

### Presse quotidienne
- Sud Ouest
- Charente libre
- Dordogne libre
- Pyrénées Presse :
  - La République des Pyrénées
  - Éclair Pyrénées

### Presse hebdomadaire
- Le Résistant  à Libourne (Gironde).
- Haute Gironde à Blaye (Gironde),
- La Dépêche du Bassin à Arcachon (Gironde).

Jusqu'en mars 2005 La Semaine du Lot (Cahors) appartenait à GSO. Elle a été vendue à la société Mediapress, éditrice du mensuel Le Journal du Périgord.[réf. nécessaire]

### Presse magazine
- Terre de vins
- Le mag Sud Ouest

### Journaux gratuits
Les journaux gratuits d'annonce de GSO étaient rassemblés au sein de S3G (Société des gratuits de Guyenne et Gascogne). Troisième groupe de gratuits en France elle publie 90 titres en France et en Espagne. En 2004, elle a réalisé un chiffres d'affaires de 93 millions d'euros.
Depuis fin 2010 Le Groupe Sud Ouest s'est séparé de ses activités dans le secteur de la presse gratuite d'annonces. Selon un communiqué de presse dans leur propre journal Sud Ouest le 17 février 2011, « le groupe a dû se résigner à cette décision du fait du caractère globalement déficitaire de cette activité, qui souffre à la fois des conséquences de la crise et de la concurrence croissante d'Internet ».

### Éditions
- Éditions Sud Ouest

### Télévision
- TV7
- TVPI

### Production audiovisuelle
- Digivision

### Production événementielle
- Côte Ouest

### Communication et services
- SOP (Sud Ouest Publicité)
- Eliette
- S2D (Société de distribution et de diffusion)

### Incubateur de start-up
- Théophraste

## Participations et partenariats
- GSO possède une participation de 6 % dans le groupe espagnol Vocento (propriétaire du quotidien national ABC).

- Au travers de sa société d'audiovisuel TV7 Bordeaux, GSO collabore avec le groupe Sud Communication pour la production audiovisuelle.

## Chiffres d'affaires
En 2005, le chiffre d'affaires était de 311,3 millions d'euros, dont 51,4 % pour le quotidien Sud Ouest. En 2011, le chiffre d'affaires est de 385,3 millions d'euros.